# NGC 5508
NGC 5508 est une très vaste et lointaine galaxie spirale située dans la constellation du Bouvier. Sa vitesse par rapport au fond diffus cosmologique est de 11 615 ± 15 km/s, ce qui correspond à une distance de Hubble de 171 ± 12 Mpc (∼558 millions d'al). NGC 5508 a été découverte par l'astronome français Édouard Stephan en 1882.
Pour une raison vraiment étrange, cette galaxie est classifiée par toutes les sources consultées, sauf par le professeur Seligman, comme une galaxie lenticulaire. L'image obtenue du relevé SDSS montre clairement qu'il s'agit d'une galaxie spirale.

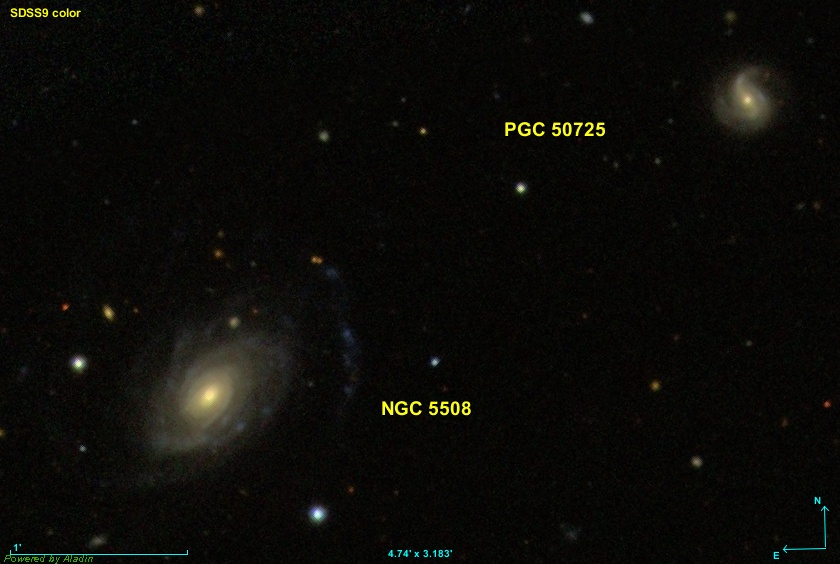
NGC 5508 et PGC 50725, un couple purement optique.

Selon la base de données Simbad, NGC 5508 est une galaxie LINER, c'est-à-dire une galaxie dont le noyau présente un spectre d'émission caractérisé par de larges raies d'atomes faiblement ionisés.
La distance de Hubble de PGC 50725 est égale à 237,51 ± 16,63 Mpc (∼775 millions d'al), bien au-delà de NGC 5508. Bien qu'elles  soient voisines sur le sphère céleste, elles ne forment pas un couple physique de galaxies.